# Seznam dílů seriálu Svoboda nade vše
Toto je seznam dílů seriálu Svoboda nade vše. Americký dramatický seriál Svoboda nade vše byl premiérově vysílán v roce 2000 na stanici UPN, celkem vzniklo 12 dílů. Uveden je zde i původní pilotní díl, který byl v některých zemích rovněž odvysílán.

## Přehled řad
| Řada          | Díly          | Premiéra v USA  | Premiéra v USA    | Premiéra v ČR     | Premiéra v ČR   |
| Řada          | Díly          | První díl       | Poslední díl      | První díl         | Poslední díl    |
| ------------- | ------------- | --------------- | ----------------- | ----------------- | --------------- |
| původní pilot | původní pilot | nebylo vysíláno | nebylo vysíláno   | nebylo vysíláno   | nebylo vysíláno |
| 1             | 12            | 27. října 2000  | 22. prosince 2000 | 3. listopadu 2002 | 19. ledna 2003  |

## Seznam dílů

### Původní pilotní díl
Původní pilotní díl seriálu s částečně odlišným obsazením a některými jinými postavami nebyl v USA nikdy vysílán. Po přeobsazení rolí a dalších úpravách scénáře byla s pozměněným dějem místo něj natočena jako úvodní díl epizoda „Alpha Dogs“. V některých zemích (v Česku nikoliv) byl tento původní pilotní díl v televizi přesto uveden, a to jako první v pořadí.
| Č. v seriálu | Původní název | Režie      | Scénář        | Premiéra v USA  | Premiéra v ČR   |
| ------------ | ------------- | ---------- | ------------- | --------------- | --------------- |
| 0            | War Pilot     | Corey Yuen | Hans Tobeason | nebylo vysíláno | nebylo vysíláno |

### První řada (2000)
Česká premiéra seriálu byla vysílána po půlnoci, v seznamu je datum české premiéry uvedeno podle televizního dne, tj. hodiny 00.00–06.00 se počítají k předchozímu kalendářnímu dni.
| Č. v seriálu | Původní název | Český název | Režie           | Scénář                         | Premiéra v USA     | Premiéra v ČR      |
| ------------ | ------------- | ----------- | --------------- | ------------------------------ | ------------------ | ------------------ |
| 1            | Alpha Dogs    |             | Bryan Spicer    | Hans Tobeason                  | 27. října 2000     | 3. listopadu 2002  |
| 2            | The Chase     |             | Paul Abascal    | Jack Bernstein                 | 3. listopadu 2000  | 10. listopadu 2002 |
| 3            | Assassins     |             | Jeff Woolnough  | Lindsay Sturman                | 10. listopadu 2000 | 17. listopadu 2002 |
| 4            | Enemy         |             | Ian Toynton     | Jon Cowan a Robert L. Rovner   | 17. listopadu 2000 | 24. listopadu 2002 |
| 5            | Freezone      |             | Oley Sassone    | Tracy Friedman                 | 24. listopadu 2000 | 1. prosince 2002   |
| 6            | Siege         |             | Oley Sassone    | Andrew Dettmann a Daniel Truly | 1. prosince 2000   | 8. prosince 2002   |
| 7            | Lone Wolf     |             | David Wu        | John Turman                    | 22. prosince 2000  | 15. prosince 2002  |
| 8            | Thieves       |             | Don Kurt        | Taylor Elmore                  | nebylo vysíláno    | 22. prosince 2002  |
| 9            | Return        |             | Paul Abascal    | John Turman                    | nebylo vysíláno    | 29. prosince 2002  |
| 10           | Live Wire     |             | Vern Gillum     | Andrew Dettmann a Daniel Truly | nebylo vysíláno    | 5. ledna 2003      |
| 11           | Mind Game     |             | Terrence O'Hara | Nancy Won                      | nebylo vysíláno    | 12. ledna 2003     |
| 12           | Ransom        |             | Don Kurt        | John Turman                    | nebylo vysíláno    | 19. ledna 2003     |